# St. Jakobus (Regenstauf)

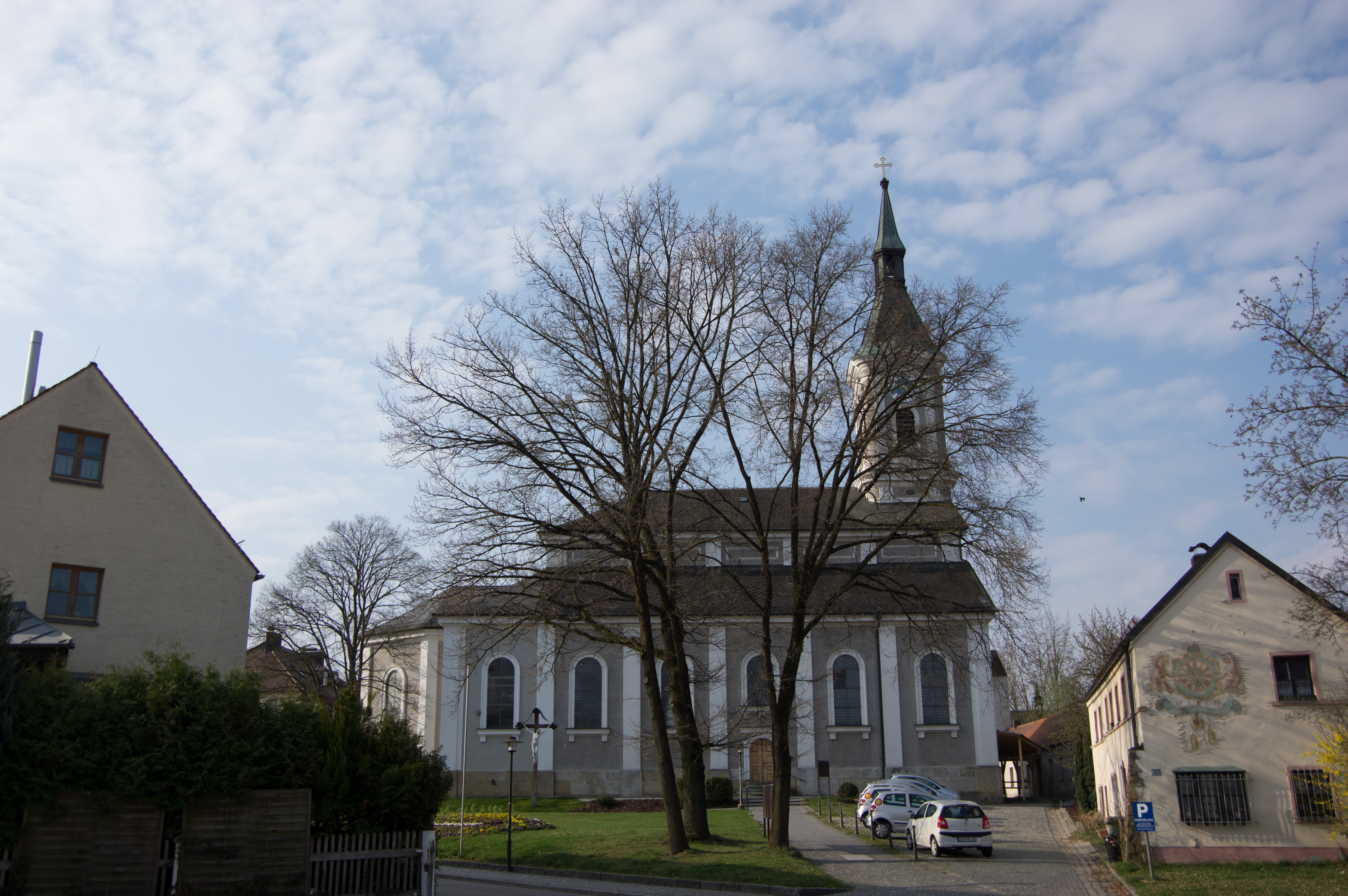
St. Jakobus der Ältere (Regenstauf)

Die römisch-katholische, denkmalgeschützte Pfarrkirche St. Jakobus der Ältere steht in Regenstauf, einem Markt im Landkreis Regensburg der Oberpfalz. Sie ist dem Bistum Regensburg zugeordnet. Das Bauwerk ist unter der Denkmalnummer D-3-75-190-3 als Baudenkmal in die Bayerische Denkmalliste eingetragen.

## Beschreibung
Die Staffelhalle wurde 1849/50 erbaut, nachdem der Vorgängerbau 1846 abgebrannt war. Sie besteht aus einem Langhaus mit drei Kirchenschiffen, einem dreiseitig geschlossenen Chor im Osten des Mittelschiffs und einem Fassadenturm im Westen, der nur leicht aus der Fassade mit fünf Achsen hervortritt. Seine unteren Geschosse stammen bis zum Ansatz des Helms aus der ersten Hälfte des 18. Jahrhunderts. Der Putz ist mit Pilastern und Lisenen gegliedert. Das oberste Geschoss beherbergt die Turmuhr und den Glockenstuhl, in dem vier Kirchenglocken hängen. Darauf sitzt ein Helm, der mit einer Laterne bekrönt ist. 
Der Innenraum des Mittelschiffs ist mit einem Tonnengewölbe überspannt, die durch Arkaden abgetrennten Seitenschiffe haben Flachdecken. Daher gibt es nur eine Gewölbezone. Zur Kirchenausstattung gehört ein Gnadenbild von 1744.